# Scooby-Doo e Scooby-Loo (2ª temporada)
Os curtas da 2ª temporada de Scooby-Doo e Scooby-Loo representam a quinta encarnação dos cartoons longos de sábado de manhã de Hanna-Barbera da série Scooby-Doo e Scooby-Loo. Um total de 33 episódios de vinte e dois minutos (meia hora com comerciais), cada um dos quais incluía três curtas de sete minutos. A série animada durou três temporadas, de 1980 a 1982 no ABC. Treze episódios foram produzidos em 1980-1981 e sete foram produzidos em 1981 como segmentos da The Richie Rich/Scooby Doo Show e treze foram produzidos como segmentos de Scooby Scrappy-Doo/Puppy Hour. Dos 99 curtas que foram produzidos, 86 deles apresentam Scooby-Doo, o seu sobrinho Scooby-Loo e Salsicha, sem Fred, Daphne e Velma (como a primeira temporada), e os outros 13 foram episódios protagonizados apenas por Scooby-Loo e Yabba-Doo.

## Visãogeral
Scrappy Doo, além do show durante a temporada 1979 1980 (ver Scooby-Doo e Scooby-Loo) lhe deu o impulso necessário para sobreviver. Para a temporada 1980 1981, o show foi completamente remodelado em mais de uma pura comédia baseada em show.
Em três minutos de sete segmentos, os dois Scoobys e Salsicha foram bem-humorados sobre aventuras que aprenderam as "verdadeiras" forças sobrenaturais. Fred, Daphne, Velma e já não estavam incluídos nesses episódios, e nem foi o aspecto do mistério do show. Estas novas curtas dos episódios de Scooby-Doo foram apresentadas como um pacote de metade do programa The Richie Rich/Scooby-Doo Show, e retornaram aos episódios 1979-1980, que foram posteriormente alternados com os episódios mais recentes. Os personagens de O Novo Scooby-Doo e Scooby-Loo também foram os primeiros a funcionalidade de Don Messick a Scooby-Loo para fazer ouvir a voz em vez de Lennie Weinrib. Messick durante da interpretação do seu Pixie Mouse/Ruff the Cat voz era uma diferença significativa a partir da característica grosseira de Weinrib.
Por causa de uma greve maciça dos animadores, apenas sete novos episódios de meia hora do Scooby-Doo (21 segmentos) foram produzidos para a temporada 1981-1982. Para preencher o vazio, a Hanna-Barbera colecionaria retornos de épocas anteriores sob o título de episódios clássicos. A partir deste ponto até o fim da série, havia sempre um pacote de Scooby retornar no sábado de manhã.
A temporada 1982-1983 trouxe Hanna-Barbera/Ruby-Spears uma co-produção, The Scooby Scrappy-Doo/Puppy Hour. Hanna-Barbera produziu novos curtas de Scooby-Doo e Scooby-Loo, que incluiu Scooby-Doo, Scooby-Loo e Salsicha viajando por todo o país como "Fearless Detective Agency", tentando resolver mistérios (a maioria dos quais eram mais típicos espiões ou processos penais, em vez dos originais fantasmas e monstros), e Ruby-Spears produziu episódios de The Puppy's New Adventures, caracterizando o caráter de PeteyTHE Puppy (que era filiado dos especiais de 1978 de Ruby-Spears, The Puppy, que queria que um menino, que foi baseado no livro de mesmo nome). Além disso, Hanna-Barbera contribuiu para um back-up chamado Scooby-Loo e Yabba-Doo, que incluiu baseio em aventuras com seu tio Yabba-Doo, e do comandante de Yabba.

## Guia de episódios
O anexo indicado nesta secção inclui apenas 30 minutos dos segmentos de Scooby-Doo de cada show. Não incluíram outros episódios que correram com eles.

## DVD lançado
A Warner Home Video lançou em DVD, pelo volume 1 The Riche Rich/Scooby Doo Show - As Séries Completas, na Região 1, em 20 de maio de 2008.
| Nome do DVD                                                     | Número de episódios | Data de lançamento do DVD |
| --------------------------------------------------------------- | ------------------- | ------------------------- |
| The Richie Rich/Scooby-Doo Show - As Séries Completas, Volume 1 | 7                   | 20 de maio de 2008        |